# Giovanna d'Aviz (regina)
Giovanna di Aviz o Giovanna di d'Aviz e Trastámara (in portoghese: Joana de Avis, Joana anche in galiziano, in catalano e in basco, Juana in spagnolo e asturiano, Chuana in aragonese, Ieanne in francese, Joan in inglese e Johanna in tedesco e in fiammingo, come in latino; Monte Oliveto, 20 marzo 1439 – Madrid, 13 giugno 1475) principessa della casa reale portoghese che fu regina consorte di Castiglia e León dal 1455 al 1474 e poi reggente sino alla morte.

## Origine familiare[1][2][3][4]
Era la nona figlia (nata postuma) del re del Portogallo e dell'Algarve, Edoardo d'Aviz e di Eleonora di Trastámara (1402-1445), figlia del re della corona d'Aragona e di Sicilia, Ferdinando I e di Eleonora d'Alburquerque (1374 - 1435), figlia dell'infante Sancho di Castiglia, Conte di Alburquerque e di Beatrice del Portogallo.
Sua sorella Eleonora del Portogallo (1434-1467), sposò l'imperatore del Sacro Romano Impero, Federico III.

## Biografia
Alla sua nascita, il fratello Alfonso V, minorenne, era re del Portogallo sotto la reggenza della madre, Eleonora, essendo il padre, Edoardo, morto di peste da circa sei mesi.
Le cortes, nel dicembre del 1439, si pronunciarono affinché il fratello di suo padre, lo zio, Pietro, duca di Coimbra, divenisse reggente per suo fratello Alfonso V al posto di sua madre Eleonora, che nel 1440 cedette il potere e si ritirò a vivere in Castiglia, a Toledo, portando Giovanna con sé.
Nel 1445, alla morte della madre, rientrò in Portogallo e visse sotto la protezione dello zio Pietro, e nel 1449 alla morte di quest'ultimo, alla battaglia d'Alfarrobeira, nelle vicinanze di Vila Franca de Xira, Giovanna tornò a corte presso il fratello Alfonso V, che concordò il matrimonio di Giovanna col cugino primo, il re di Castiglia e León, Enrico IV, che nel 1453 aveva divorziato dalla prima moglie, Bianca di Trastámara.
Il matrimonio fu celebrato a Cordova, il 20 maggio 1455. Enrico IV era il figlio terzogenito (unico maschio) del re di Castiglia e León, Giovanni II di Trastamara e della sua prima moglie, Maria di Castiglia e Aragona (1396 – 1445). Enrico IV era anche fratellastro di Isabella I di Castiglia, la Cattolica.
Dall'unione di Enrico IV e Giovanna, nel 1462, finalmente nacque il legittimo erede al trono, una figlia, Giovanna.
Quando nel 1454, Enrico era divenuto re di Castiglia il titolo di principe delle Asturie era passato al suo fratellastro, Alfonso (1453 - 1468), che, da una delle fazioni di nobili di corte, già veniva chiamato Alfonso XII; ora questa fazione, molto abilmente aveva messo in giro la diceria, molto probabilmente inventata, che la figlia di Giovanna del Portogallo fosse figlia non di Enrico IV, ma di uno dei migliori amici di Enrico, Beltrán de la Cueva, che in quegli anni aveva fatto una rapida carriera alla corte castigliana. E da allora le fazioni contrarie al re cominciarono a denominare Giovanna la Beltrajana e la figlia, anche lei Giovanna, la Beltraneja.

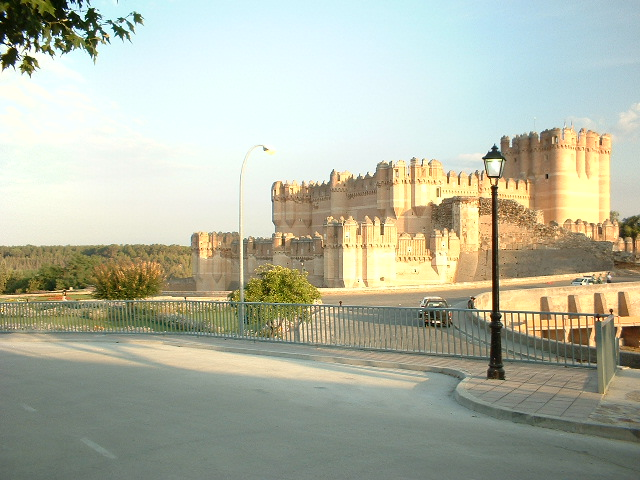
Castello di Coca

Le due fazioni della nobiltà castigliana cercarono di far nominare erede al trono ciascuna il proprio candidato e la cortes, nel 1464, si pronunciarono a favore di Giovanna, figlia di Giovanna del Portogallo riconoscendola figlia legittima di Enrico IV, ma la fazione avversa, nel 1465, tenne un'assemblea ad Avila (Farsa de Ávila), dove Alfonso (Alfonso XII) fu proclamato re.
Giovanna del Portogallo fu inviata a Coca (50 km. da Segovia), nel castello del vescovo Fonseca un sostenitore del re Enrico; e sembra che qui abbia incontrato il nipote del vescovo, Pedro de Castilla y Fonseca, detto "el Mozo", con cui allacciò una relazione.
Dopo la regina Giovanna fu trasferita nel convento di san Francesco a Segovia.
Il re, Enrico, di carattere debole, intanto, pur avendo riportato la vittoria nella seconda battaglia di Olmedo (1467), dopo la morte di Alfonso (1468), accettò l'imposizione della nobiltà e firmò il Trattato dei Tori di Guisando (in spagnolo Tratado de los Toros de Guisando) nel quale riconosceva di fatto l'illegittimità di Giovanna, designando come erede la propria sorellastra, Isabella.
Nel 1469, però, dopo che la sorellastra si era sposata, contro la sua volontà, con l'erede al trono di Aragona, Ferdinando, ritrattò il precedente accordo, giurò pubblicamente, assieme alla moglie, che Giovanna era sua figlia legittima e la proclamò principessa delle Asturie, cioè erede al trono, con la Cerimonia de la Val de Lozoya, un prato vicino a Buitrago.
Inoltre per rafforzare questa decisione fidanzò, il 26 ottobre 1470, la figlia Giovanna col figlio ultimogenito del re di Francia, Carlo VII, e di Maria d'Angiò, Carlo di Francia, duca di Berry, ma le Cortes rifiutarono di confermare il fidanzamento.
Nel 1474, Giovanna del Portogallo, per via delle relazioni extramatrimoniali (sembra parecchie, anche una col poeta, Juan Rodríguez de la Cámara (1390—1450), detto Juan Rodríguez del Padrón) fu ripudiata dal marito che dichiarò che il matrimonio non era mai stato valido e fu costretta a rientrare in Portogallo.
Però quando Enrico IV morì, l'11 dicembre del 1474, Giovanna rientrò in Castiglia per sostenere la figlia, Giovanna detta la Beltraneja, legittima erede del trono, contro Isabella, i cui sostenitori non avevano cambiato idea e ritenevano legittima la successione di Isabella. Puntualmente tra i due partiti scoppiò una guerra civile.
Giovanna del Portogallo non poté vedere la vittoria di Isabella perché morì nei primi mesi di guerra, e prima di morire combinò il matrimonio, che fu celebrato il 30 maggio del 1475, di sua figlia, Giovanna detta la Beltraneja, con suo fratello il re del Portogallo, Alfonso V. Giovanna morì il 13 giugno del 1475

## Figli
Giovanna del Portogallo ad Enrico diede una figlia:
- Giovanna (1462-1530), principessa delle Asturie, nel 1475, sposò lo zio il re del Portogallo, Alfonso V.

Giovanna del Portogallo ebbe diverse relazioni extramatrimoniali e da quella con Pedro de Castilla y Fonseca, detto "el Mozo", nacquero due figli:
- Andrea di Castiglia e Portogallo che sposò Mencía di Quinones, la cui discendenza è nota come di Castiglia e Portogallo, da cui discesero i Castiglia di Guadalajara
- Pietro Apostolo di Castiglia e Portogallo sposò Giovanna di Mendonza

## Ascendenza
|                           |                         |                                            | Genitori                                 |  |  | Nonni |  |  | Bisnonni                |  |  | Trisnonni                 |  |
|                           |                         |                                            |                                          |  |  |       |  |  | Pietro I del Portogallo |  |  | Alfonso IV del Portogallo |  |
|                           |                         |                                            |                                          |  |  |       |  |  | Pietro I del Portogallo |  |  | Alfonso IV del Portogallo |  |
|                           |                         | Beatrice di Castiglia                      |                                          |  |  |       |  |  | Pietro I del Portogallo |  |  |                           |  |
| Giovanni I del Portogallo |                         |                                            |                                          |  |  |       |  |  | Pietro I del Portogallo |  |  |                           |  |
|                           |                         | Teresa Lourenço                            | Lourenço Martins                         |  |  |       |  |  |                         |  |  |                           |  |
|                           |                         | Teresa Lourenço                            | Lourenço Martins                         |  |  |       |  |  |                         |  |  |                           |  |
|                           |                         | Teresa Lourenço                            | Sancha Martins                           |  |  |       |  |  |                         |  |  |                           |  |
| Edoardo del Portogallo    |                         | Teresa Lourenço                            |                                          |  |  |       |  |  |                         |  |  |                           |  |
|                           |                         | Giovanni Plantageneto, I duca di Lancaster | Edoardo III d'Inghilterra                |  |  |       |  |  |                         |  |  |                           |  |
|                           |                         | Giovanni Plantageneto, I duca di Lancaster | Edoardo III d'Inghilterra                |  |  |       |  |  |                         |  |  |                           |  |
|                           |                         | Giovanni Plantageneto, I duca di Lancaster | Filippa di Hainaut                       |  |  |       |  |  |                         |  |  |                           |  |
| Filippa di Lancaster      |                         | Giovanni Plantageneto, I duca di Lancaster |                                          |  |  |       |  |  |                         |  |  |                           |  |
|                           |                         | Bianca di Lancaster                        | Enrico Plantageneto, I duca di Lancaster |  |  |       |  |  |                         |  |  |                           |  |
|                           |                         | Bianca di Lancaster                        | Enrico Plantageneto, I duca di Lancaster |  |  |       |  |  |                         |  |  |                           |  |
|                           |                         | Bianca di Lancaster                        | Isabella di Beaumont                     |  |  |       |  |  |                         |  |  |                           |  |
| Giovanna d'Aviz           |                         | Bianca di Lancaster                        |                                          |  |  |       |  |  |                         |  |  |                           |  |
|                           | Giovanni I di Castiglia | Enrico II di Castiglia                     |                                          |  |  |       |  |  |                         |  |  |                           |  |
|                           | Giovanni I di Castiglia | Enrico II di Castiglia                     |                                          |  |  |       |  |  |                         |  |  |                           |  |
|                           | Giovanni I di Castiglia | Giovanna Manuele                           |                                          |  |  |       |  |  |                         |  |  |                           |  |
| Ferdinando I di Aragona   | Giovanni I di Castiglia |                                            |                                          |  |  |       |  |  |                         |  |  |                           |  |
|                           |                         | Eleonora d'Aragona (1358-1382)             | Pietro IV di Aragona                     |  |  |       |  |  |                         |  |  |                           |  |
|                           |                         | Eleonora d'Aragona (1358-1382)             | Pietro IV di Aragona                     |  |  |       |  |  |                         |  |  |                           |  |
|                           |                         | Eleonora d'Aragona (1358-1382)             | Eleonora di Sicilia                      |  |  |       |  |  |                         |  |  |                           |  |
| Eleonora di Trastámara    |                         | Eleonora d'Aragona (1358-1382)             |                                          |  |  |       |  |  |                         |  |  |                           |  |
|                           |                         | Sancho d'Alburquerque                      | Alfonso XI di Castiglia                  |  |  |       |  |  |                         |  |  |                           |  |
|                           |                         | Sancho d'Alburquerque                      | Alfonso XI di Castiglia                  |  |  |       |  |  |                         |  |  |                           |  |
|                           |                         | Sancho d'Alburquerque                      | Eleonora di Guzmán                       |  |  |       |  |  |                         |  |  |                           |  |
| Eleonora d'Alburquerque   |                         | Sancho d'Alburquerque                      |                                          |  |  |       |  |  |                         |  |  |                           |  |
|                           |                         | Beatrice del Portogallo                    | Pietro I del Portogallo                  |  |  |       |  |  |                         |  |  |                           |  |
|                           |                         | Beatrice del Portogallo                    | Pietro I del Portogallo                  |  |  |       |  |  |                         |  |  |                           |  |
|                           |                         | Beatrice del Portogallo                    | Inés de Castro                           |  |  |       |  |  |                         |  |  |                           |  |
|                           |                         | Beatrice del Portogallo                    |                                          |  |  |       |  |  |                         |  |  |                           |  |